# ミアリテキサス

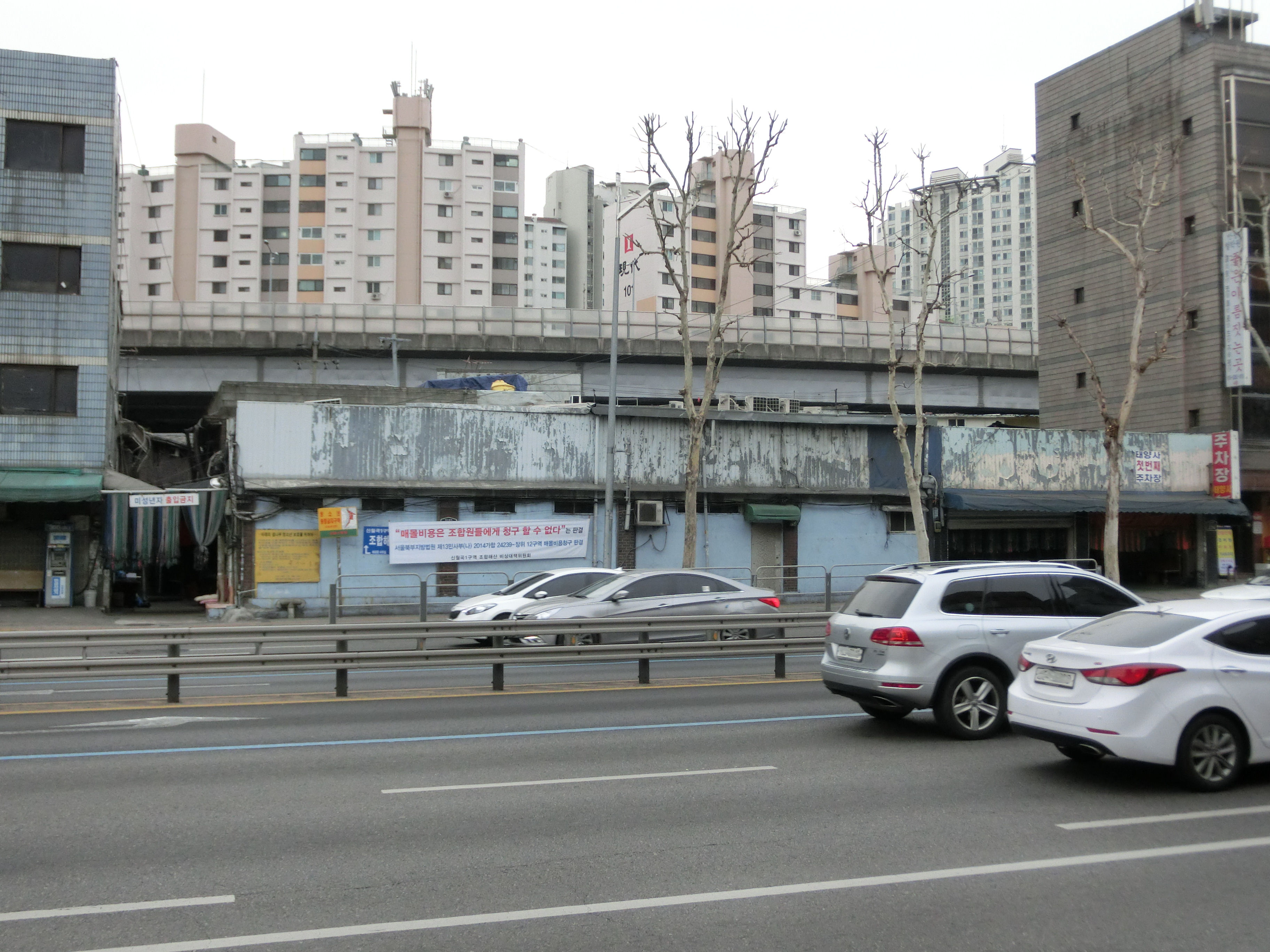
ミアリテキサス
すだれがかかった入口の向こう側が売春宿である

ミアリテキサス（미아리 텍사스）は、ソウル特別市城北区下月谷洞88番地一帯の性売買密集地域（風俗街）を言う俗称である。

## 概説
1960年代末当時ソウルの代表的集娼村だった陽洞（양동、ヤンドン。ソウル駅と南大門の近く）と鍾路3街（俗称：鍾三、チョンサム）の集娼村の閉鎖で、性販売女性たちが下月谷洞貞陵川辺に流入して形成された。1980年代に韓国の経済好況と第5共和国の夜間通行禁止解除措置で、買春をする男性たちが盛んに訪れるようになり、清凉里 588、千戸洞テキサスとともに、ソウルの3大私娼街として発展した。2004年9月23日、参与政府（盧武鉉政権）により性売買（売買春）特別法が施行されて以後、政府の集中取り締まりにより、この地域の売買春営業は大幅に衰退した。2003年11月18日にソウル市によって「均衡発展促進地区」に指定され、売春業者を全て立ち退かせた上、商業施設や文化施設、住宅団地などを建設する再開発計画が進められている。

## 名称の由来

### テキサス
テキサスという名称の確実な由来は不明である。ただ『遊郭の歴史』という本によると、下月谷洞や千戸洞の売買春業者が、米国の西部劇映画で描かれた、1階で酒を飲み2階で売買春を行う18世紀の居酒屋に着眼し、既存の私娼街と自分たちを区分するために、自らをテキサスと呼び始めたことに由来するという。

### ミアリ
この地域は、行政区域上、城北区下月谷洞に位置しているが、「ミア」という名前のため「彌阿洞」（ソウル市江北区）とよく混同される。彌阿洞とミアリテキサスは最短で2km離れており、直接的な関連は全くない。一方、この地域の近くの敦岩洞と吉音洞の間には「ミアリ峠」という地名がある。このため、この地域に進出した売買春業者たちが、客を呼びやすくするため、人々によく知られた地名を借用したものと推定される。

## 環境
吉音ニュータウンと月谷ニュータウンの間に位置した大きい台形のこの地域には、複雑な路地に沿って、主に3階程度の建物がびっしり並んでいる。進入路は、鍾岩十字路の方の入口を含んだ十余箇所に余る小さな進入路があるが、皆ひさしで覆われている関係で、簡単には目につかない。周辺地域の開発状況とは対照的に、この町内には老朽化した建造物やや劣悪な建築物が密集しており、消防車が進入できる道路も全くなく、火災に弱い構造となっている。近くの内部循環路の高架橋に遮られ、日照量が不足し、湿気が多いなど、全体的に劣悪な環境にある。

## 最寄り駅
- 地下鉄4号線吉音駅10番出口

## 事件と事故
- 下月谷洞火事惨事 - 2005年3月27日、売春宿で発生した火災により女性4名が死亡した。1名は負傷を負って重体だったが、その後回復した。犠牲者たちは火災当時、外からしか開けられない鍵が掛けられた部屋で監禁された状態で、逃げることができなかった。彼女らは火災の発生を確認した後すぐに警察に知らせたが、警察がこれを2回黙殺したこと、負傷者の身元が3級精神・肢体障害者だったことが判明し、非難が巻き起こった。この事故で50代の経営者に懲役2年の刑が言い渡され、また民事裁判で10億ウォンの損害賠償を命じられたが、国家と地方自治体に対する遺族の損害賠償請求は棄却された。
- ソウル市江北区住民自治連合は、ミアリテキサスとの地名混同による彌阿洞のイメージ失墜に抗議して、住民署名運動を行った。江北区は2008年6月、行政区の統廃合を実施し、彌阿3洞を除く1-9洞の名前を改めた。

## 再開発
- 2002年10月20日 - 淪落街3ヶ所に対する整備宣言（ソウル市幹部会議、李明博ソウル特別市長（当時））
- 2003年11月18日 - 均衡発展促進地区に指定
- 2006年3月9日 - 都市住居環境整備基本計画発表
- 2007年5月30日 - 月谷2都市環境整備区域指定（総面積17,686m²、第11次都市建築共同委員会審議）
- 2008年9月10日 - 新月谷第1都市環境整備計画案発表（第26次都市建築共同委員会審議）

## その他
- この地域は24時間青少年通行禁止区域に指定されている。
- 大韓民国では、売買春は不法であり、犯罪と見なされ、買春客や斡旋者は「性売買斡旋等行為の処罰に関する法律」によって処罰される。